# وست وورلد (فلم)
وست وورلد  (بالإنجليزية: Westworld) هو فيلم أمريكي من نوع خيال علمي، أنتجت سنة 1973، وتتحدث الفيلم عن ظاهرة الرجل الآلي الخارق، وشارك في الفيلم الممثل الأمريكي المعروف يول براينر.

## وصلات خارجية
- مقالات تستعمل روابط فنية بلا صلة مع ويكي بيانات